# Vic Zhou

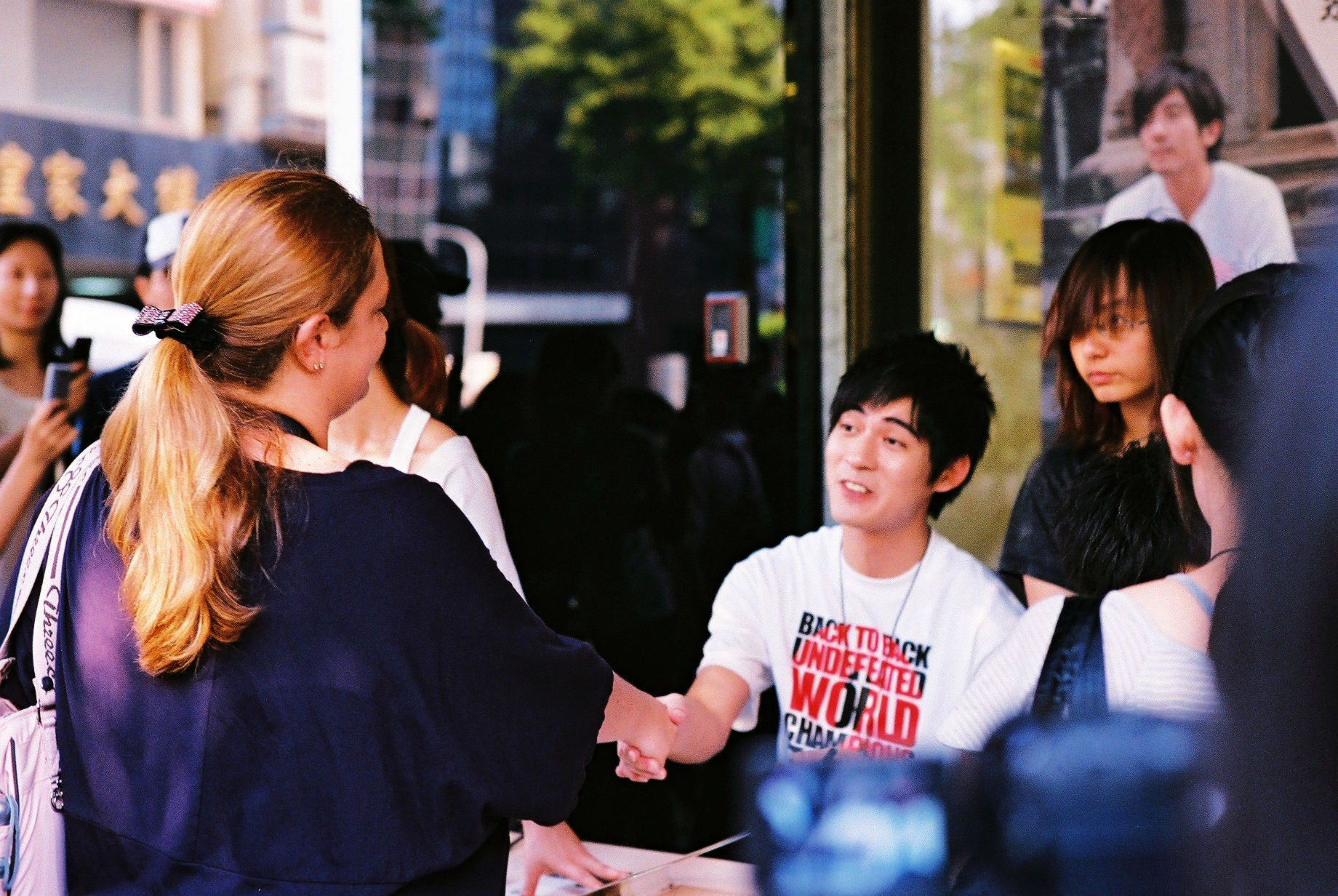
Vic Chou bei einer Autogrammstunde

Vic Zhou (chinesisch 周育民, Pinyin Zhōu Yùmín, auch bekannt als Zai Zai, Vic Chou, Vic Chow; * 9. Juni 1981) ist ein Schauspieler und Sänger aus Taiwan.

## Karriere
Seine erste Rolle spielte Vic Zhou im Drama Meteor Garden als Hua Ze Lei, er übernahm somit die Rolle eines Mitglieds einer Gruppe von Jungen, die sich F4 nannten. Die vier Schauspieler schlossen sich schließlich zur Musikgruppe F4 zusammen, heute bekannt als JVKV. Er veröffentlichte auch drei Soloalben. Das Drama Mars stellte einen Wendepunkt in Vic Zhous Karriere dar. An der Seite von Barbie Xu, mit der er nach Mars 2½ Jahre lang zusammen war, verkörperte er darin die männliche Hauptrolle Chen Ling und wurde so zu einem geachteten Schauspieler in Asien.

## Filmographie
Fernsehserien
- Meteor Garden (CTS, 2000)
- Poor Prince Taro (CTS, 2001)
- Come To My Place (CTV, 2002)
- Meteor Garden II (CTS, 2002)
- Meteor Rain (CTS, 2002)
- Love Storm (CTS, 2003)
- Mars (CTS, 2004)
- Silence (CTV, 2006)
- Sweet Relationship (CTS, 2007)
- Wish to See You Again (CTS, 2008)
- Black & White (2009)
- The Last Night of Madam Chin (2009)
- Coming Home (2012)
- Beauties in the Closet (2017)
- The Flame's Daughter (2017)
- Palace of Devotion (2021)

Filme
- Tea Fight (2008)
- Linger (2008)
- Love You for Ten Thousand years (2010)
- Sleepless Fashion (2011)
- New Perfect Two (2012)
- Saving General Yang (2013)
- Day of Redemption (2013)
- A Moment of Love (2013)
- Don't Go Breaking My Heart 2 (2014)
- Detective Gui (2015)
- Go Lala Go 2 (2015)
- S Storm (2016)
- Perfect Couple (2016)

## Diskographie
Solo Album
- Make a Wish (2002)
- Remember I love You (2004)
- I'm not F4 (2007)

F4 Album
- Meteor Rain (2001)
- Fantasy 4ever (2003)
- Waiting for You (2007)

## TV-Theme-Songs
- F4 – Yan Huo De Ji Jie (The Season of Fireworks), Meteor Garden II (2002)
- F4 – Jue Bu Neng Shi Qu Ni (Can't Lose You), Meteor Garden II (2002)
- Love for Loving You, Come To My Place (2002)
- A Gentle Goodnight, Come To My Place (2002)
- Rang Wo Ai Ni (Let Me Love You) Duett mit Barbie Xu, Mars (2004)
- Shou Xi De Wen Rou (Familiar Gentleness), Silence (2006)
- Ai Shang Zhe Ge Shi Jie (Falling in Love with this world), Sweet Relationship (2007)